# Rhipidia (Rhipidia) effusa
Rhipidia (Rhipidia) effusa is een tweevleugelige uit de familie steltmuggen (Limoniidae). De soort komt voor in het Afrotropisch gebied.